# Victoria Rogers
Victoria Rogers, detta Vicky (...), è un'ex tennista statunitense.

## Carriera
Nei tornei del Grande Slam ha ottenuto il suo miglior risultato agli US Open raggiungendo i quarti di finale di doppio nel 1968, in coppia con Karen Krantzcke, e di doppio misto nello stesso anno, in coppia con Chauncey Steele III.